# 沈祖懋
沈祖懋（生年不詳—1870年），字念農，號恬翁、書法家。浙江省杭州府仁和縣人，清朝政治人物。

## 生平
道光十五年（1835年）乙未恩科浙江鄉試第一名舉人。道光十八年（1838年）戊戌科第二甲第三十三名進士出身。點翰林院庶吉士。  
道光二十年（1840年）：翰林院散館，留館授編修。道光二十三年（1843年），提督山西學政。 咸豐三年（1853年）遷國子監司業。四年（1854年），提督安徽學政。  

## 著作
- 〈岳忠武王初瘗墓祠记〉